# Seznam dílů seriálu Super Thundermanovi
Toto je seznam dílů seriálu Super Thundermanovi.

## Přehled řad
| Řada | Díly | Premiéra v USA  | Premiéra v USA  | Premiéra v ČR | Premiéra v ČR |
| Řada | Díly | První díl       | Poslední díl    | První díl     | Poslední díl  |
| ---- | ---- | --------------- | --------------- | ------------- | ------------- |
| 1    | 20   | 14. října 2013  | 14. června 2014 | vysíláno      | vysíláno      |
| 2    | 25   | 13. září 2014   | 28. března 2015 | vysíláno      | vysíláno      |
| 3    | 26   | 27. června 2015 | 10. října 2016  | vysíláno      | vysíláno      |
| 4    | 32   | 22. října 2016  | 25. května 2018 | vysíláno      | vysíláno      |

## Seznam dílů

### První řada (2013–2014)
| Č. v seriálu | Č. v řadě | Původní název                | Český název                 | Režie             | Scénář                            | Premiéra v USA     | Premiéra v ČR | Prod. kód |
| ------------ | --------- | ---------------------------- | --------------------------- | ----------------- | --------------------------------- | ------------------ | ------------- | --------- |
| 1            | 1         | Adventures in Supersitting   |                             | Bob Koherr        | Jed Spingarn                      | 14. října 2013     | vysíláno      | 101       |
| 2            | 2         | Phoebe vs. Max               | Phoebe vs. Max              | Jonathan Judge    | David Hoge a Dan Cross            | 2. listopadu 2013  | vysíláno      | 104       |
| 3            | 3         | Dinner Party                 |                             | Victor Gonzalez   | Jed Spingarn                      | 9. listopadu 2013  | vysíláno      | 102       |
| 4            | 4         | Report Card                  |                             | Jonathan Judge    | Nancy Cohen                       | 16. listopadu 2013 | vysíláno      | 103       |
| 5            | 5         | Ditch Day                    |                             | David Kendall     | Dicky Murphy                      | 23. listopadu 2013 | vysíláno      | 107       |
| 6            | 6         | This Looks Like a Job For... | Práce Šlechtí               | Robbie Countryman | Anthony Q. Farrell                | 30. listopadu 2013 | vysíláno      | 109       |
| 7            | 7         | Weekend Guest                | Host na víkend              | David Kendall     | Dan Serafin                       | 7. prosince 2013   | vysíláno      | 106       |
| 8            | 8         | You Stole My Thunder, Man    | Tři pilíře úspěchu          | Shannon Flynn     | Sean W. Cunningham a Marc Dworkin | 7. prosince 2013   | vysíláno      | 113       |
| 9            | 9         | Weird Science Fair           |                             | Jonathan Judge    | Mike Alber a Gabe Snyder          | 4. ledna 2014      | vysíláno      | 105       |
| 10           | 10        | Crime After Crime            |                             | Shannon Flynn     | Lisa Muse Bryant                  | 11. ledna 2014     | vysíláno      | 112       |
| 11           | 11        | Going Wonkers                |                             | Robbie Countryman | Jay J. Demopoulos                 | 8. února 2014      | vysíláno      | 110       |
| 12           | 12        | Restaurant Crashers          | Výročí                      | Trevor Kirschner  | Dicky Murphy                      | 15. února 2014     | vysíláno      | 111       |
| 13           | 13        | Thundersense                 | Smysl není všechno          | Jonathan Judge    | Dan Serafin                       | 15. března 2014    | vysíláno      | 114       |
| 14           | 14        | Phoebe's a Clone Now         | Problémy s klony            | David DeLuise     | Jenn Lloyd a Kevin Bonani         | 15. března 2014    | vysíláno      | 108       |
| 15           | 15        | Have an Ice Birthday         |                             | Timothy Ryder     | Sean W. Cunningham a Marc Dworkin | 22. března 2014    | vysíláno      | 115       |
| 16           | 16        | Nothing to Lose Sleepover    |                             | Sean Mulcahy      | Gigi McCreery a Perry Rein        | 26. dubna 2014     | vysíláno      | 117       |
| 17           | 17        | Pretty Little Choirs         |                             | Shannon Flynn     | David Hoge a Dan Cross            | 3. května 2014     | vysíláno      | 118       |
| 18           | 18        | Paging Dr. Thundermans       | Jak je, doktore Thundermane | Robbie Countryman | Jed Spingarn                      | 3. května 2014     | vysíláno      | 119       |
| 19           | 19        | Up, Up, and Vacay!           |                             | Jonathan Judge    | Anthony Q. Farrell                | 31. května 2014    | vysíláno      | 116       |
| 20           | 20        | Breaking Dad                 |                             | Shannon Flynn     | Jed Spingarn                      | 14. června 2014    | vysíláno      | 120       |

### Druhá řada (2014–2015)
| Č. v seriálu | Č. v řadě | Původní název                   | Český název                       | Režie             | Scénář                                     | Premiéra v USA     | Premiéra v ČR | Prod. kód |
| ------------ | --------- | ------------------------------- | --------------------------------- | ----------------- | ------------------------------------------ | ------------------ | ------------- | --------- |
| 21           | 1         | Thunder Van                     |                                   | Jonathan Judge    | Lisa Muse Bryant                           | 13. září 2014      | vysíláno      | 203       |
| 22           | 2         | Four Supes and a Baby           | Čtyři děti a nemluvně             | Jonathan Judge    | Dan Serafin                                | 20. září 2014      | vysíláno      | 201       |
| 23           | 3         | Max's Minions                   |                                   | Sean Mulcahy      | Anthony Q. Farrell                         | 27. září 2014      | vysíláno      | 205       |
| 24           | 4         | Pheebs Will Rock You            | Hustokrutá Phoebe                 | Robbie Countryman | Sean W. Cunningham a Marc Dworkin          | 4. října 2014      | vysíláno      | 208       |
| 25           | 5         | Haunted Thundermans             |                                   | Trevor Kirschner  | Jed Spingarn                               | 11. října 2014     | vysíláno      | 212       |
| 26           | 6         | Shred It Go                     |                                   | David Kendall     | Sasha Stroman                              | 1. listopadu 2014  | vysíláno      | 207       |
| 27           | 7         | Blue Detective                  | Modrý Detektiv                    | Alex Zamm         | Sean W. Cunningham a Marc Dworkin          | 8. listopadu 2014  | vysíláno      | 217       |
| 28           | 8         | Cheer and Present Danger        |                                   | Jonathan Judge    | Jed Spingarn                               | 15. listopadu 2014 | vysíláno      | 202       |
| 29           | 9         | Change of Art                   |                                   | Carl Lauten       | David Hoge a Dan Cross                     | 22. listopadu 2014 | vysíláno      | 204       |
| 30           | 10        | Winter Thunderland              | Veselé Vánoce přejí Thundermanovi | Michael Shea      | Wesley Jermaine Johnson a Scott Taylor     | 29. listopadu 2014 | vysíláno      | 215       |
| 31           | 11        | Parents Just Don't Thunderstand |                                   | David Kendall     | Dicky Murphy                               | 25. ledna 2015     | vysíláno      | 206       |
| 32           | 12        | Meet the Evilmans               |                                   | Sean Mulcahy      | Sasha Stroman                              | 23. února 2015     | vysíláno      | 216       |
| 33           | 13        | The Neverfriending Story        |                                   | Shannon Flynn     | Sona Panos                                 | 24. února 2015     | vysíláno      | 211       |
| 34           | 14        | You've Got Fail                 |                                   | Shannon Flynn     | Lisa Muse Bryant                           | 25. února 2015     | vysíláno      | 210       |
| 35           | 15        | Double Trouble                  |                                   | Jonathan Judge    | Anthony Q. Farrell and Dicky Murphy        | 26. února 2015     | vysíláno      | 220       |
| 36           | 16        | Who's Your Mommy?               |                                   | Carl Lauten       | Anthony Q. Farrell                         | 2. března 2015     | vysíláno      | 213       |
| 37           | 17        | The Amazing Rat Race            |                                   | Eric Dean Seaton  | Dicky Murphy                               | 3. března 2015     | vysíláno      | 214       |
| 38           | 18        | Mall Time Crooks                |                                   | Robbie Countryman | Wesley Jermaine Johnson a Scott Taylor     | 4. března 2015     | vysíláno      | 209       |
| 39           | 19        | It's Not What You Link          |                                   | Timothy Ryder     | námět: Sona Panos scénář: Lisa Muse Bryant | 5. března 2015     | vysíláno      | 221       |
| 40           | 20        | Cape Fear                       |                                   | Robbie Countryman | Wesley Jermaine Johnson a Scott Taylor     | 9. března 2015     | vysíláno      | 222       |
| 41           | 21        | Call of Lunch Duty              |                                   | Trevor Kirschner  | Dan Serafin                                | 10. března 2015    | vysíláno      | 223       |
| 42           | 22        | One Hit Thunder                 |                                   | Shannon Flynn     | Sean W. Cunningham a Marc Dworkin          | 11. března 2015    | vysíláno      | 224       |
| 43           | 23        | The Girl with the Dragon Snafu  |                                   | Eric Dean Seaton  | David Hoge a Dan Cross                     | 25. března 2015    | vysíláno      | 225       |
| 44-45        | 24-25     | A Hero Is Born                  |                                   | Jonathan Judge    | Jed Spingarn and Dan Serafin               | 28. března 2015    | vysíláno      | 218-219   |

### Třetí řada (2015–2016)
| Č. v seriálu | Č. v řadě | Původní název                | Český název                                  | Režie                  | Scénář                                                      | Premiéra v USA     | Premiéra v ČR | Prod. kód |
| ------------ | --------- | ---------------------------- | -------------------------------------------- | ---------------------- | ----------------------------------------------------------- | ------------------ | ------------- | --------- |
| 46           | 1         | Phoebe vs. Max: The Sequel   | Phoebe vs. Max: Dohra                        | Bob Koherr             | Sean W. Cunningham a Marc Dworkin                           | 27. června 2015    | vysíláno      | 302       |
| 47           | 2         | On the Straight and Arrow    | Trefa do terče                               | Shannon Flynn          | David Hoge a Dan Cross                                      | 11. července 2015  | vysíláno      | 301       |
| 48           | 3         | Why You Buggin'?             | Co tě žere?                                  | Eric Dean Seaton       | námět: Jed Spingarn a Barrett Carnahan scénář: Jed Spingarn | 18. července 2015  | vysíláno      | 303       |
| 49           | 4         | Exit Stage Theft             | Krádež v Zákulisí                            | Robbie Countryman      | Lisa Muse Bryant                                            | 25. července 2015  | vysíláno      | 304       |
| 50           | 5         | Are You Afraid of the Park?  | Bojíš se parku?                              | Robbie Countryman      | Dan Serafin                                                 | 30. září 2015      | vysíláno      | 305       |
| 51           | 6         | Evil Never Sleeps            | Zlo nikdy nespí                              | Sean Mulcahy           | Anthony Q. Farrell                                          | 7. října 2015      | vysíláno      | 306       |
| 52           | 7         | Doppel-Gamers                | Dvojníci ze hry                              | Jonathan Judge         | Wesley Jermaine Johnson a Scott Taylor                      | 14. října 2015     | vysíláno      | 308       |
| 53           | 8         | Floral Support               | Podpoř květinu                               | Timothy Ryder          | Sean W. Cunningham a Marc Dworkin                           | 21. října 2015     | vysíláno      | 309       |
| 54           | 9         | Patch Me If You Can          | Nasaď mi pásku                               | Trevor Kirschner       | Chase Heinrich a Micah Steinberg                            | 28. října 2015     | vysíláno      | 310       |
| 55           | 10        | Give Me a Break Up           | Dej mi volnost                               | Leonard R. Garner, Jr. | Dicky Murphy                                                | 4. listopadu 2015  | vysíláno      | 307       |
| 56           | 11        | No Country for Old Mentors   | Není místo pro staré učitele                 | Trevor Kirschner       | David Hoge a Dan Cross                                      | 11. listopadu 2015 | vysíláno      | 312       |
| 57           | 12        | Date Expectations            | Nadějné rande                                | Carl Lauten            | Anthony Q. Farrell a Dicky Murphy                           | 18. listopadu 2015 | vysíláno      | 311       |
| 58           | 13        | He Got Game Night            | Večer rodinných her                          | Jonathan Judge         | Lisa Muse Bryant                                            | 13. února 2016     | vysíláno      | 315       |
| 59           | 14        | Kiss Me Nate                 | Polib mě, Nate                               | Leonard R. Garner, Jr. | Wesley Jermaine Johnson a Scott Taylor                      | 2. dubna 2016      | vysíláno      | 316       |
| 60           | 15        | Dog Day After-School         | Den psů po škole                             | Jonathan Judge         | Anthony Q. Farrell                                          | 4. června 2016     | vysíláno      | 318       |
| 61           | 16        | Original Prankster           | Originální vtipálek                          | Trevor Kirschner       | Dan Serafin                                                 | 11. června 2016    | vysíláno      | 321       |
| 62           | 17        | Chutes and Splatters         | Odpadní roura                                | Trevor Kirschner       | Lisa Muse Bryant                                            | 25. června 2016    | vysíláno      | 323       |
| 63           | 18        | I'm Gonna Forget You, Sucka  |                                              | Robbie Countryman      | David Hoge a Dan Cross                                      | 9. července 2016   | vysíláno      | 317       |
| 64           | 19        | Beat the Parents             | Vyhrát nad rodiči                            | Jonathan Judge         | námět: Nora Sullivan scénář: Lisa Muse Bryant               | 16. července 2016  | vysíláno      | 326       |
| 65           | 20        | Can't Spy Me Love            | Nemůžu špehovat moji lásku                   | Eric Dean Seaton       | Dicky Murphy                                                | 23. července 2016  | vysíláno      | 322       |
| 66           | 21        | Robin Hood: Prince of Pheebs | Robin Hood: Princ z Pheebsu                  | Jonathan Judge         | Chris Atwood                                                | 30. července 2016  | vysíláno      | 325       |
| 67           | 22        | Aunt Misbehavin'             | Teta zlobí                                   | Jonathan Judge         | Sean W. Cunningham a Marc Dworkin                           | 6. srpna 2016      | vysíláno      | 319       |
| 68           | 23        | Stealing Home                | Vykradený domov                              | Eric Dean Seaton       | Sean W. Cunningham a Marc Dworkin                           | 13. srpna 2016     | vysíláno      | 324       |
| 69           | 24        | Back to School               | Zpátky do školy                              | Robbie Countryman      | Jed Spingarn                                                | 13. srpna 2016     | vysíláno      | 320       |
| 70-71        | 25-26     | Thundermans: Secret Revealed | Thandermanovi v ohrožení: Tajemství odhaleno | Jonathan Judge         | Jed Spingarn and Dan Serafin                                | 10. října 2016     | vysíláno      | 313-314   |

### Čtvrtá řada (2016–2018)
| Č. v seriálu | Č. v řadě | Původní název                   | Český název                        | Režie                 | Scénář                                 | Premiéra v USA     | Premiéra v ČR | Prod. kód |
| ------------ | --------- | ------------------------------- | ---------------------------------- | --------------------- | -------------------------------------- | ------------------ | ------------- | --------- |
| 72           | 1         | Happy Heroween                  |                                    | Eric Dean Seaton      | Wesley Jermaine Johnson a Scott Taylor | 22. října 2016     | vysíláno      | 405       |
| 73-74        | 2-3       | Thundermans: Banished!          |                                    | Jonathan Judge        | Jed Spingarn and Dan Serafin           | 19. listopadu 2016 | vysíláno      | 403-404   |
| 75           | 4         | Smells Like Team Spirit         | To vypadá jako týmový duch         | Eric Dean Seaton      | Sean W. Cunningham a Marc Dworkin      | 7. ledna 2017      | vysíláno      | 402       |
| 76           | 5         | Max to the Future               |                                    | Trevor Kirschner      | Dicky Murphy                           | 14. ledna 2017     | vysíláno      | 406       |
| 77           | 6         | Better Off Wed                  |                                    | Lynn McCracken        | Jeny Quine                             | 21. ledna 2017     | vysíláno      | 407       |
| 78           | 7         | Parks & T-Rex                   |                                    | Leonard R. Garner Jr. | Genna Ryan                             | 28. ledna 2017     | vysíláno      | 409       |
| 79           | 8         | Date of Emergency               |                                    | Eric Dean Seaton      | Lisa Muse Bryant                       | 4. února 2017      | vysíláno      | 401       |
| 80           | 9         | Orange is the New Max           |                                    | Trevor Kirschner      | Keith Wagner                           | 18. února 2017     | vysíláno      | 411       |
| 81           | 10        | Ditch Perfect                   |                                    | Trevor Kirschner      | Chase Heinrich a Micah Steinberg       | 25. února 2017     | vysíláno      | 408       |
| 82           | 11        | May Z-Force Be With You         |                                    | Robbie Countryman     | Sean W. Cunningham a Marc Dworkin      | 4. března 2017     | vysíláno      | 410       |
| 83           | 12        | 21 Dump Street                  | Kopačková ulice č. 21              | Robbie Countryman     | Lisa Muse Bryant                       | 3. června 2017     | vysíláno      | 414       |
| 84           | 13        | Super Dupers                    |                                    | Leonard R. Garner Jr. | Dicky Murphy                           | 10. června 2017    | vysíláno      | 415       |
| 85           | 14        | Come What Mayhem                |                                    | Jonathan Judge        | Sean W. Cunningham a Marc Dworkin      | 17. června 2017    | vysíláno      | 418       |
| 86-87        | 15-16     | Thunder in Paradise             | Bouře v Ráji                       | Jonathan Judge        | Jed Spingarn and Dan Serafin           | 24. června 2017    | vysíláno      | 420-421   |
| 88           | 17        | Save the Past Dance             | Tanečky s minulostí                | Robbie Countryman     | Anthony Q. Farrell                     | 18. listopadu 2017 | vysíláno      | 427       |
| 89           | 18        | Z's All That                    |                                    | Trevor Kirschner      | Wesley Jermaine Johnson a Scott Taylor | 6. ledna 2018      | vysíláno      | 417       |
| 90           | 19        | Can't Hardly Date               |                                    | Jody Margolin Hahn    | Dicky Murphy                           | 13. ledna 2018     | vysíláno      | 430       |
| 91           | 20        | Revenge of the Smith            | Smithina pomsta                    | Trevor Kirschner      | Anthony Q. Farrell                     | 20. ledna 2018     | vysíláno      | 416       |
| 92           | 21        | Nowhere to Slide                |                                    | Jody Margolin Hahn    | Genna Ryan                             | 27. ledna 2018     | vysíláno      | 424       |
| 93           | 22        | Significant Brother             | Slavný bratr                       | Eric Dean Seaton      | Chase Heinrich a Micah Steinberg       | 3. února 2018      | vysíláno      | 419       |
| 94           | 23        | Rhythm n' Shoes                 |                                    | Carl Lauten           | Nora Sullivan                          | 17. února 2018     | vysíláno      | 423       |
| 95           | 24        | Make it Pop Pop                 | Hromová rána                       | Trevor Kirschner      | Chase Heinrich a Micah Steinberg       | 24. února 2018     | vysíláno      | 431       |
| 96           | 25        | Side-Kicking and Screaming      | Pomocník a křik                    | Trevor Kirschner      | Lisa Muse Bryant                       | 3. března 2018     | vysíláno      | 425       |
| 97           | 26        | Cookie Mistake                  | Chyba sušenky                      | Trevor Kirschner      | Sean W. Cunningham a Mark Dworkin      | 10. března 2018    | vysíláno      | 426       |
| 98           | 27        | All the President's Thunder-Men | Všichni Prezidentovi Superhrdinové | Eric Dean Seaton      | Sona Panos                             | 17. března 2018    | vysíláno      | 432       |
| 99           | 28        | Mad Max: Beyond Thunderhome     | Šílený Max: Vířivka zkázy          | Trevor Kirschner      | Wesley Jermaine Johnson a Scott Taylor | 25. května 2018    | vysíláno      | 428       |
| 100          | 29        | The Thundredth                  | Stý Zásah                          | Eric Dean Seaton      | Jed Spingarn                           | 25. května 2018    | vysíláno      | 429       |
| 101          | 30        | Looperheroes                    |                                    | Jonathan Judge        | David Hoge a Dan Cross                 | 25. května 2018    | vysíláno      | 422       |
| 102-103      | 31-32     | The Thunder Games               |                                    | Jonathan Judge        | Jed Spingarn and Dan Serafin           | 25. května 2018    | vysíláno      | 412-413   |